# 京急1500型電聯車
京急1500型電聯車（日语：／ Keikyū 1500-gata densha */?）是京濱急行電鐵的通勤型電車，於1985年投入服務。

## 概要
600型的製造目的是取替老化的舊1000型，作為第二代都營淺草線的對應車。為對應直通运营標準，1500形首次使用T型控制桿。
1985到1986出廠的首20個車廂為鋼製車廂，而1988年系生產的列車則改用鋁合金製造。列車機件沒有沿用舊1000形的設計，而改用三菱電機及東洋電機的產品。使用兩者的不同列車可互相拼結。
本列車登場時VVVF技術尚未成熟，因此最初出場的列車使用界磁斬波器。VVVF逆變器在1990年才成為1500形的配置。

## 外觀
- 塗裝與舊1000形相同
- 首次使用3門設計
- 首次在車頭窗戶髹上黑色油漆
- 外觀與南海電鐵10000系，东叶高速铁道1000系和湘铁新7000系相似，登場時成為主要話題。

## 主要機器

### 主電動機
- 界磁斬波器車（複卷電動機）: KHM-1500形（東洋製TDK-8700A及三菱製MB-3291AC之總稱，出力100 kW，端子電壓375V，電流300A，分卷界磁電流28 A，定格轉數1,460rpm、定格速度41.2km/h
- VVVF車（誘導電動機）: KHM-1700形（東洋製TDK-6160A及三菱製MB-5043A之總稱，出力120 kW，端子電壓1,100 V，電流84 A，周波數50Hz，定格轉數1,455 rpm，重量:TDK-6160A 650 kg、MB-5043A 640 kg,最高轉數:TDK-6160A 4,840 rpm、MB-5043A 5,000 rpm）
- VVVF改造車: 東洋TDK6162-A（出力155 kW、端子電壓1,100 V、電流108 A、周波數55 Hz、定格轉數1,620 rpm）或三菱MB-5121-A（出力155 kW、端子電壓1,100 V、電流110 A、周波數55 Hz、定格轉數1,620 rpm）

### 驅動装置・齒輪比
- KHG-800（東洋製TD282-C-M、TD平行駆動方式）、1500・1600番台：82:15 (5.47)、1700番台：83:14 (5.93)

### 主控制器
- 界磁斬波器・鋼製車: 東洋製ACRF-H8100-786A或三菱製FCM-108-15MRH，抵抗控制段數直列12段、並列8段。
- 界磁斬波器・鋁合金車: 東洋製ACRF-H8100-786B、C或三菱製FCM-108-15MRHA。抵抗控制段數直列12段、並列9段。
- VVVF車: 東洋製ATR-H8120-RG-627A、B（周波數-7 - 173 Hz，容量1,500 kVA，耐壓4,500 V，電流3,000 A、重量1,074kg 或三菱製MAP-128-15V31（周波數0 - 173 Hz、容量1,919 kVA、耐壓4500 V、電流3000 A、重量1,040 kg） 、為使用GTO素子的VVVF。
- VVVF改造車: 東洋製RG694-A-M或三菱製MAP-138-15V174，使用IGBT的VVVF。

### 轉向架
- TH-1500M・T

### 集電装置
- 東洋製PT-43形菱形集電弓

### 補助電源装置
僅限偶數車廂的山側搭載。
- 鋼製車: 三菱GTO-SIV (NC-DAT-75B)、75 kVA
- 鋁合金車: 東洋SIV (SVH-85-461A-M) 或三菱斬波逆變器式SIV (NC-FAT-75A)、75 kVA

### 空氣壓縮機
- C-1500L或C-1500AL 往復式 M2系車・Tu車之海側搭載。

### 空調装置（製造時）
- 車頂集中式 三菱CU-71DN或東芝RPU-11006 功率36,000 kcal/h (41.9 kW)

## 運用
- 4卡列車常使用於大師線及品川-京急蒲田的班次，早上亦有連結其他列車行走優等班次。
- 6卡列車用於普通及機場急行班次。
- 8卡列車用於淺草線、京成線及北總線的直通服務，唯於2010年後只有1700番台進行直通服務。